# Lubnice (district de Znojmo)
Pour les articles homonymes, voir Lubnice.
Lubnice (en allemand : Hafnerluden) est une commune du district de Znojmo, dans la région de Moravie-du-Sud, en République tchèque. Sa population s'élevait à 66 habitants en 2020.

## Géographie
Lubnice se trouve à 10 km au sud-sud-est de Jemnice, à 34 km à l'ouest-nord-ouest de Znojmo, à 78 km à l'ouest-sud-ouest de Brno et à 153 km au sud-est de Prague.
La commune est limitée par Bačkovice et Police au nord, par Kostníky et Korolupy à l'est, par Uherčice au sud, et par Dešná à l'ouest.

## Histoire
La première mention écrite de la localité date de 1348.